# Ammonitina
Ammonitina Hyatt, 1889 è un sottordine di cefalopodi estinti appartenenti agli Ammonoidea.
Questo gruppo è documentato dal Giurassico al Cretaceo Superiore, e si è estinto tra  il Cretaceo terminale (Maastrichtiano) e l'inizio del Cenozoico (Paleocene Inferiore).

## Descrizione
Gli Ammonitina sono caratterizzati da conchiglia planispirale con morfologia molto variabile, e da sutura complessa, con lobi e selle suddivisi in numerosi elementi accessori, anche se nel Cretaceo Superiore alcune forme sviluppano suture semplificate, morfologicamente simili a suture ceratitiche.

## Tassonomia
Il sottordine Ammonitina comprende le seguenti superfamiglie e famiglie:
- Superfamiglia Acanthoceratoidea de Grossouvre, 1894 †
  - Acanthoceratidae de Grossouvre, 1894 †
  - Brancoceratidae Spath, 1934 †
  - Cleoniceratidae Whitehouse, 1926 †
  - Coilopoceratidae Hyatt, 1903 †
  - Collignoniceratidae Wright and Wright, 1951 †
  - Flickiidae Adkins, 1928 †
  - Forbesiceratidae Wright, 1952 †
  - Leymeriellidae Breistroffer, 1951 †
  - Lyelliceratidae Spath, 1921 †
  - Mojsisovicsiidae Hyatt, 1903 †
  - Prolyelliceratidae Latil et al., 2009 †
  - Pseudotissotiidae Hyatt, 1903 †
  - Sphenodiscidae Hyatt, 1900 †
  - Tissotiidae Hyatt, 1900 †
  - Vascoceratidae Douvillé, 1912 †

- Superfamiglia Deshayesitoidea Stoyanow, 1949 †
  - Deshayesitidae Stoyanow, 1949 †
  - Parahoplitidae Spath, 1922 †

- Superfamiglia Desmoceratoidea Zittel, 1895 †
  - Desmoceratidae Zittel, 1895 †
  - Kossmaticeratidae Spath, 1922 †
  - Muniericeratidae Wright, 1952 †
  - Pachydiscidae Spath, 1922 †
  - Silesitidae Hyatt, 1900 †

- Superfamiglia Engonoceratoidea Hyatt, 1903 †
  - Engonoceratidae Hyatt, 1900 †
  - Knemiceratidae Hyatt, 1903 †

- Superfamiglia Eoderoceratoidea Spath, 1929 †
  - Amaltheidae Hyatt, 1867 †
  - Coeloceratidae Haug, 1910 †
  - Dactylioceratidae Hyatt, 1867 †
  - Eoderoceratidae Spath, 1929 †
  - Liparoceratidae Hyatt, 1867 †
  - Phricodoceratidae Spath, 1938 †
  - Polymorphitidae Haug, 1887 †

- Superfamiglia Haploceratoidea Zittel, 1884 †
  - Binneyitidae Reeside, 1927 †
  - Haploceratidae Zittel, 1884 †
  - Lissoceratidae Douville, 1885 †
  - Oppeliidae Bonarelli, 1894 †
  - Strigoceratidae Buckman, 1914 †

- Superfamiglia Hildoceratoidea Hyatt, 1867 †
  - Graphoceratidae Buckman, 1905 †
  - Hammatoceratidae Buckman, 1887 †
  - Hildoceratidae Hyatt, 1867 †
  - Phymatoceratidae Hyatt, 1867 †
  - Sonniniidae Buckman, 1892 †
  - incertae sedis Diplesioceras  †

- Superfamiglia Hoplitoidea
  - Hoplitidae Douvillé, 1890 †
  - Placenticeratidae Hyatt, 1900 †
  - Schloenbachiidae Parona and Bonarelli, 1897 †

- Superfamiglia Lytoceratoidea Neumayr, 1875 †
  - Lytoceratidae Neumayr, 1875 †

- Superfamiglia Perisphinctaceae ? Steinman, 1890 †
  - Holcodiscidae Spath, 1924 †
  - Oosterellidae Kilian, 1911 †
  - Platylenticeratidae Casey, 1973 †
  - Polyptychitidae Wedekind, 1918 †

- Superfamiglia Perisphinctoidea Steinman, 1890 †
  - Aspidoceratidae Zittel 1895 †
  - Ataxioceratidae Buckman, 1921 †
  - Aulacostephanidae Spath, 1924 †
  - Himalayitidae Spath, 1925 †
  - Morphoceratidae Hyatt, 1900 †
  - Neocomitidae Salfeld, 1921 †
  - Olcostephanidae Haug, 1910 †
  - Pachyceratidae Buckman, 1918 †
  - Parkinsoniidae Buckman, 1920 †
  - Perisphinctidae Steinmann, 1890 †
  - Reineckeiidae Hyatt, 1900 †
  - Simoceratidae Spath, 1924 †
  - Virgatitidae Spath, 1924 †

- Superfamiglia Psiloceratoidea Hyatt, 1867 †
  - Arietitidae Hyatt, 1875 †
  - Cymbitidae Buckman, 1919 †
  - Echioceratidae Buckman, 1913 †
  - Oxynoticeratidae Hyatt, 1875 †
  - Psiloceratidae Hyatt, 1867 †
  - Schlotheimiidae Spath, 1923 †

- Superfamiglia Pulchelliaceae Douvillé, 1890 †
  - Pulchelliidae Hyatt, 1903 †

- Superfamiglia Spiroceratoidea Hyatt, 1900 †
  - Spiroceratidae Hyatt, 1900 †

- Superfamiglia Stephanoceratoidea Newmayr, 1875 †
  - Cardioceratidae Siemiradzki, 1891 †
  - Clydoniceratidae Buckman, 1924 †
  - Kosmoceratidae Haug, 1887 †
  - Macrocephalitidae  †
  - Oecoptychiidae Arkell, 1957 †
  - Otoitidae Mascke, 1907 †
  - Sphaeroceratidae Buckman, 1920 †
  - Stephanoceratidae Neumayr, 1875 †
  - Thamboceratidae Arkell, 1952 †
  - Tulitidae Buckman, 1921 †

- Superfamiglia Tetragonitoidea Hyatt, 1900 †
  - Gaudryceratidae Spath, 1927 †
  - Tetragonitidae Hyatt, 1900 †